# نرآب‌فروغ‌ها
نرآب‌فروغ‌ها (نام علمی: Thorophos) نام یک سرده از تیره تبرماهیان ژرفزی است.